# Eblisia puella
Eblisia puella är en skalbaggsart som beskrevs av Cooman 1956. Eblisia puella ingår i släktet Eblisia och familjen stumpbaggar. Inga underarter finns listade i Catalogue of Life.